# Robres del Castillo
Robres del Castillo tỉnh và cộng đồng tự trị La Rioja, phía bắc Tây Ban Nha. Đô thị này có diện tích là 35,88 ki-lô-mét vuông, dân số năm 2009 là 30 người với mật độ 0,84 người/km². Đô thị này có cự ly 33 km so với Logroño.